# Liste der Monuments historiques in Charron (Charente-Maritime)
Die Liste der Monuments historiques in Charron (Charente-Maritime) führt die Monuments historiques in der französischen Gemeinde Charron auf.

## Liste der Objekte
Zum Verständnis siehe: Kirchenausstattung

### Kirche St-Nicolas
| Bezeichnung                                      | Beschreibung                             | Standort | Kennzeichnung | Schutzstatus | Datum | Bild |
| ------------------------------------------------ | ---------------------------------------- | -------- | ------------- | ------------ | ----- | ---- |
| Altar                                            | Holz, 18. Jahrhundert                    | (Lage)   | PM17000665    | Classé       | 1981  |      |
| Altar, Tabernakel und drei Retabel               | 18. Jahrhundert                          | (Lage)   | PM17000064    | Classé       | 1981  |      |
| Votivgabe: Modell eines Segelschiffes            | Holz, polychrom gefasst, 19. Jahrhundert | (Lage)   | PM17000065    | Classé       | 1983  |      |
| Gemälde Anbetung der Hirten                      | 1773                                     | (Lage)   | PM17000664    | Classé       | 1976  |      |
| Gemälde Der heilige Nikolaus und die drei Kinder | 1804                                     | (Lage)   | PM17001520    | Inscrit      | 1988  |      |
| Drei Retabel                                     | Holz, vergoldet, 18. Jahrhundert         | (Lage)   | PM17000663    | Classé       | 1981  |      |
| Tabernakel (im Foto unterer Bildrand)            | Holz, vergoldet, 18. Jahrhundert         | (Lage)   | PM17000666    | Classé       | 1981  |      |
| Zwei Opferschalen                                | Kupfer, 18. Jahrhundert                  | (Lage)   | PM17001761    | Inscrit      | 1994  |      |